# Sarcomastigota
Sarcomastigota es un taxón del reino Protozoa con nivel de subreino que incluye a todos los protozoos pertenecientes al clado Podiata (Amorphea) y que resulta parafilético porque se exceptúa a los reinos Animalia y Fungi.

## Características
- Son protozoos unicelulares, con excepción de los mixomicetos y de Fonticula, los cuales son mohos mucilaginosos que pueden formar agregados multicelulares.
- Suelen ser fagótrofos.
- Presentan metabolismo exclusivamente heterótrofo, o más exactamente quimioorganoheterótrofo, pues dependen totalmente de materia orgánica para su nutrición y no se conoce ninguna especie que presente cloroplastos.
- Suelen ser uniflagelados, aunque los miembros del grupo basal Varisulca suelen tener dos flagelos.
- Son células desnudas, sin presencia de pared celular ni formación de corazas.
- Suelen ser ameboides, con formación de lobopodios o filopodios, lo que está facilitado por la ausencia de cubierta celular.